# ヒカルサザンクロス
ヒカルサザンクロスとは、高知競馬場などで活躍したサラブレッド種の競走馬である。2007年、地方競馬全国協会 (NAR) の公式記録による平地競走の最多出走記録を約20年ぶりに更新した。

## 来歴
1995年10月1日、新潟競馬場で開催された新馬戦にて、日本中央競馬会 (JRA) 所属馬としてデビュー。13戦目で2着に大差を付けて初勝利を収めるが、500万円以下条件への昇級後は初戦こそ5着だったもののあとは惨敗で、1996年11月2日の水上特別を最後に地方競馬へ転出した。
地方競馬で最初に所属した上山競馬場では、9戦2勝2着4回3着2回5着1回と好成績を残した。次に金沢競馬場へと移籍するが、初戦こそ2着となったもののその後不振が続き、高崎競馬場へと移籍。そこでも初戦2着を最高に結果を出すことができず、1998年の暮れ、のちに10年近くを過ごすこととなる高知競馬場（高知県競馬組合）へと移籍する。移籍当初は好成績を上げるも次第に勝てなくなり、高知競馬内でも3度にわたり厩舎の移籍を余儀なくされる。
2006年1月29日に通算200戦目を完走したことが報じられる。2007年3月4日には約4年振りとなる勝ち星を挙げ、オースミレパードの「日本最高齢勝利記録」とともに注目を浴びた。
最多出走記録が近づくにつれ、出走するレースに「251カウントダウン」との副題が付けられたり、地方競馬全国協会の公式サイトに特設ページが設けられるなど期待されるなか、2007年8月11日の高知競馬第4競走「出走日本記録達成特別」で3着と完走し、ついにウズシオタローの持つ250戦を更新した。
その後も記録を更新し続けたが、266戦目となる2007年12月24日の一般戦を最後に休養に入り、翌2008年3月25日付で地方競馬の競走馬登録を抹消され引退。兵庫県下の乗馬クラブ（大浦牧場乗馬クラブ）で余生を過ごすとのことだった。
2008年11月16日、高知競馬場でダイナブロスが267戦目の出走を果たし、最多出走記録を更新した。2012年2月11日時点で本馬の記録は第9位となっている。

## 血統表
| ヒカルサザンクロスの血統（ミルリーフ系／Nasrullah 4x5=9.38%、Princely Gift 5x4=9.38%） | ヒカルサザンクロスの血統（ミルリーフ系／Nasrullah 4x5=9.38%、Princely Gift 5x4=9.38%） | ヒカルサザンクロスの血統（ミルリーフ系／Nasrullah 4x5=9.38%、Princely Gift 5x4=9.38%） | （血統表の出典）      | （血統表の出典） |
| 父 *ミルフォード Milford 1976 栃栗毛 イギリス                                          | 父の父Mill Reef 1968 鹿毛 アメリカ                                                     | Never Bend                                                                             | Nasrullah             | Nasrullah        |
| 父 *ミルフォード Milford 1976 栃栗毛 イギリス                                          | 父の父Mill Reef 1968 鹿毛 アメリカ                                                     | Never Bend                                                                             | Lalun                 |                  |
| 父 *ミルフォード Milford 1976 栃栗毛 イギリス                                          | 父の父Mill Reef 1968 鹿毛 アメリカ                                                     | Milan Mill                                                                             | Princeqillo           | Princeqillo      |
| 父 *ミルフォード Milford 1976 栃栗毛 イギリス                                          | 父の父Mill Reef 1968 鹿毛 アメリカ                                                     | Milan Mill                                                                             | Virginia Water        |                  |
| 父 *ミルフォード Milford 1976 栃栗毛 イギリス                                          | 父の母Highclere 1971                                                                   | Queen's Hussar                                                                         | March Past            | March Past       |
| 父 *ミルフォード Milford 1976 栃栗毛 イギリス                                          | 父の母Highclere 1971                                                                   | Queen's Hussar                                                                         | Jojo                  |                  |
| 父 *ミルフォード Milford 1976 栃栗毛 イギリス                                          | 父の母Highclere 1971                                                                   | Highlight                                                                              | Borealis              | Borealis         |
| 父 *ミルフォード Milford 1976 栃栗毛 イギリス                                          | 父の母Highclere 1971                                                                   | Highlight                                                                              | Hypericum             |                  |
| 母 ヨネマンナ 1986 鹿毛 日本                                                           | 母の父ミスターシービー 1981 黒鹿毛 日本                                                | トウショウボーイ                                                                       | Tesco Boy             | Tesco Boy        |
| 母 ヨネマンナ 1986 鹿毛 日本                                                           | 母の父ミスターシービー 1981 黒鹿毛 日本                                                | トウショウボーイ                                                                       | *ソシアルバターフライ |                  |
| 母 ヨネマンナ 1986 鹿毛 日本                                                           | 母の父ミスターシービー 1981 黒鹿毛 日本                                                | シービークイン                                                                         | *トピオ               | *トピオ          |
| 母 ヨネマンナ 1986 鹿毛 日本                                                           | 母の父ミスターシービー 1981 黒鹿毛 日本                                                | シービークイン                                                                         | メイドウ              |                  |
| 母 ヨネマンナ 1986 鹿毛 日本                                                           | 母の母ヨネミノル 1972 栃栗毛 日本                                                      | *バーバー Berber                                                                       | Princely Gift         | Princely Gift    |
| 母 ヨネマンナ 1986 鹿毛 日本                                                           | 母の母ヨネミノル 1972 栃栗毛 日本                                                      | *バーバー Berber                                                                       | Desert Girl           |                  |
| 母 ヨネマンナ 1986 鹿毛 日本                                                           | 母の母ヨネミノル 1972 栃栗毛 日本                                                      | ヨネリュウ                                                                             | カネリュー            | カネリュー       |
| 母 ヨネマンナ 1986 鹿毛 日本                                                           | 母の母ヨネミノル 1972 栃栗毛 日本                                                      | ヨネリュウ                                                                             | カネカツラ            |                  |